# Kyle Porter
Kyle Neville Porter (Toronto, 19 januari 1990) is een Canadees voetballer.

## Clubcarrière
Porter werd van 2008 tot 2010 uitgeleend aan Energie Cottbus waar hij voor het O-19 en O-23 team speelde. In 2010 keerde Porter terug naar de Vancouver Whitecaps waar hij op 2 oktober 2010 tegen Portland Timbers zijn debuut maakte. Vancouver Whitecaps, dat vanaf 2011 deel zou uitmaken van de MLS, bood Porter geen nieuw contract aan. In april van 2011 tekende hij vervolgens bij FC Edmonton. Op 27 april 2011 maakte hij in de Canadian Championship 2011 tegen Toronto FC zijn debuut. Op 23 februari 2013 tekende hij bij DC United. Op 3 maart 2013 maakte hij tegen Houston Dynamo zijn debuut. Op 19 mei 2013 maakte hij tegen Sporting Kansas City zijn eerste doelpunt voor DC United. Op 3 maart 2015 tekende hij bij Atlanta Silverbacks.

## Interlandcarrière
Op 26 januari 2013 maakte Porter tegen Denemarken zijn debuut voor Canada. Hij verving in de tweede helft Russell Teibert.